# Milt Schoon
Milton W. "Milt" Schoon (Gary, Indiana, 25 de febrero de 1922-Janesville, Wisconsin, 18 de enero de 2015) fue un jugador de baloncesto estadounidense que disputó dos temporadas entre la BAA y la NBA, además de jugar en la NBL y la NPBL. Con 2,01 metros de estatura, jugaba en la posición de pívot. 

## Trayectoria deportiva

### Universidad
Jugó durante su etapa universitaria con los Crusaders de la Universidad de Valparaíso, formando parte del equipo que en la temporada 1943-44 lograron derrotar al número uno, la Universidad de Duke de George Mikan, siendo Schoon el encargado de defenderle, dejándole anotar sólo 9 puntos.

### Profesional
En 1946 fichó por los Detroit Falcons de la recién creada BAA, con los que disputó la única temporada del equipo en la liga, promediando 2,9 puntos por partido. Tras la desaparición del equipo se produjo un draft de dispersión, en el que fue elegido por los Philadelphia Warriors, pero acabó fichando por los Midland Dow A.C.'s de la NBL, con los que jugó una temporada, en la que promedió 6,3 puntos por partido.
Nuevamente el equipo en el que jugaba desapareció, recalando en los Sheboygan Redskins, con los que, en su primera temporada como suplente de Noble Jorgensen promedió 4,8 puntos por partido. Al año siguiente el equipo dio el salto a la NBA, donde jugaría una temporada más en la que consiguió 8,0 puntos y 1,4 asistenicias por encuentro.
En 1950 fichó por los Denver Refiners de la NPBL, donde fue uno de los mejores anotadores del equipo, promediando 11,7 puntos por partido, logrando además el que hasta ese momento era récord de anotación en un partido por parte de un jugador profesional, consiguiendo anotar 64 puntos ante los Kansas City Hi-Spots.

#### Estadísticas en la BAA y la NBA

##### Temporada regular
| Temporada | Edad | Equipo             | Liga  | Pos. | P   | TIT | MIN | TC  | TCA | %TC  | 3P | 3PA | %3P | TL  | TLA | %TL  | R.OF. | R.DEF. | REB | ASIS | ROB | TAP | PER | FP  | PTS |
| 1946-47   | 24   | Detroit Falcons    | BAA   |      | 41  |     |     | 1.0 | 4.9 | .216 |    |     |     | 0.8 | 2.0 | .425 |       |        |     | 0.3  |     |     |     | 1.8 | 2.9 |
| 1949-50   | 27   | Sheboygan Redskins | NBA   |      | 62  |     |     | 2.4 | 5.9 | .410 |    |     |     | 3.2 | 4.8 | .653 |       |        |     | 1.4  |     |     |     | 3.1 | 8.0 |
| Total     |      |                    | TOTAL |      | 103 |     |     | 1.9 | 5.5 | .342 |    |     |     | 2.2 | 3.7 | .605 |       |        |     | 0.9  |     |     |     | 2.6 | 6.0 |
|           |      |                    | NBA   |      | 62  |     |     | 2.4 | 5.9 | .410 |    |     |     | 3.2 | 4.8 | .653 |       |        |     | 1.4  |     |     |     | 3.1 | 8.0 |
|           |      |                    | BAA   |      | 41  |     |     | 1.0 | 4.9 | .216 |    |     |     | 0.8 | 2.0 | .425 |       |        |     | 0.3  |     |     |     | 1.8 | 2.9 |

| Temporada | Edad | Equipo             | Liga | Pos. | P | TIT | MIN | TC  | TCA | %TC  | 3P | 3PA | %3P | TL  | TLA | %TL  | R.OF. | R.DEF. | REB | ASIS | ROB | TAP | PER | FP  | PTS |
| 1949-50   | 27   | Sheboygan Redskins | NBA  |      | 3 |     |     | 1.7 | 5.7 | .294 |    |     |     | 2.3 | 3.3 | .700 |       |        |     | 1.0  |     |     |     | 2.0 | 5.7 |
| Total     |      |                    | NBA  |      | 3 |     |     | 1.7 | 5.7 | .294 |    |     |     | 2.3 | 3.3 | .700 |       |        |     | 1.0  |     |     |     | 2.0 | 5.7 |